# Rio Bacajá (vattendrag i Brasilien)
Rio Bacajá är ett vattendrag i Brasilien.   Det ligger i delstaten Pará, i den centrala delen av landet, 1 400 km norr om huvudstaden Brasília.
I omgivningarna runt Rio Bacajá växer i huvudsak städsegrön lövskog. Trakten runt Rio Bacajá är nära nog obefolkad, med mindre än två invånare per kvadratkilometer.